# Puerto Ricos herrlandslag i basket
Puerto Ricos herrlandslag i basket (engelska: Puerto Rico men's national basketball team, spanska: Selección de baloncesto de Puerto Rico) representerar Puerto Rico i basket på herrsidan. Laget slutade på fjärde plats i världsmästerskapet 1990.

### Fotnoter
1. ↑  Todor Krastev (19 mars 1990). ”Men Basketball World Championship 1990 Argentina 08-19.08 Winner Yugoslavia” (på engelska). Sport Statistics. Arkiverad från originalet den 12 juli 2008. https://web.archive.org/web/20080712093752/http://todor66.com/basketball/World/Men_1990.html. Läst 23 juni 2015.